# Mexticacán
Mexticacán ist eine Kleinstadt und Hauptort der gleichnamigen Gemeinde (municipio) im mexikanischen Bundesstaat Jalisco.

## Geografie

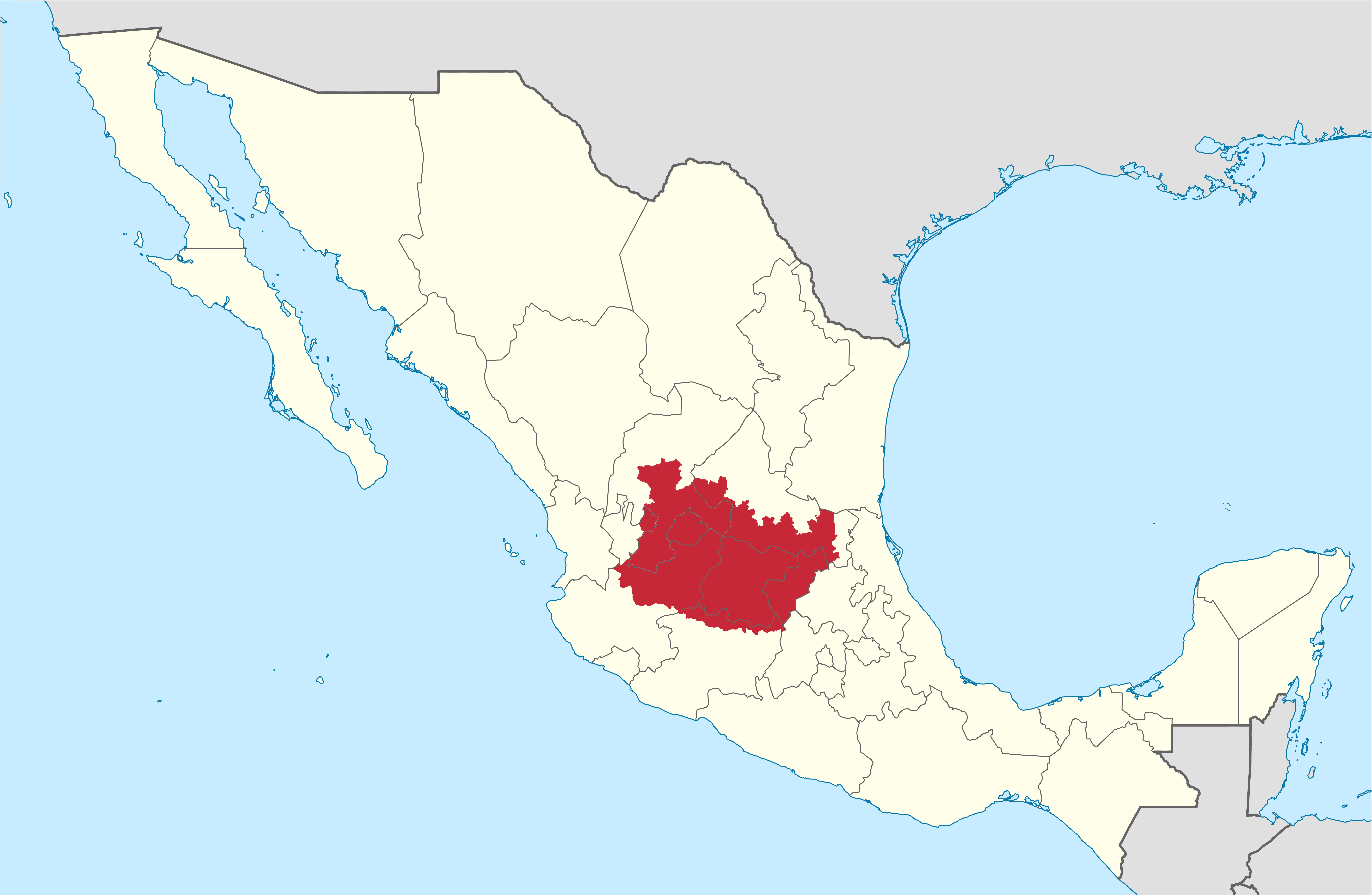
El Bajío

Der Ort liegt in der Region Altos Sur inmitten der geographischen Region El Bajío. Der Name stammt aus dem Nahuatl und bedeutet Platz zwischen Mesquites.

## Geschichte
Bereits im 7. Jahrhundert war Mexticacán befestigt, um sich gegen die Chichimeken verteidigen zu können. 1531 wurde der Ort von den Spaniern eingenommen. Seit 1879 hat Mexticacán den Status einer Stadt.

## Städtepartnerschaft
Es besteht eine Partnerschaft zu Laredo,  Texas, USA.